# Els herois no moren mai
Els herois no moren mai (títol original en francès, Les héros ne meurent jamais) és una pel·lícula de 2019 dirigida per Aude Léa Rapin i de producció francesa, belga i bosniana. Es va presentar al Festival de Canes de 2019 i va competir per la Càmera d'Or en el marc de la Setmana de la Crítica. S'ha subtitulat al català.

## Repartiment
- Adèle Haenel: Alice
- Jonathan Couzinié: Joachim
- Antonia Buresi: Virginie
- Hasija Boric: Hajra
- Vesna Stilinovic: Ana Tadic
- Damir Kustura: Marko
- Slaven Vidak: Ibro
- Haris Devic: Dusan Tadic